# Pierre Kast
Pierre Kast, né le 22 décembre 1920 dans le 10e arrondissement de Paris et mort le 20 octobre 1984 à Clichy-la-Garenne, est un résistant et  militant communiste français, qui fut réalisateur, scénariste et romancier.

## Biographie
Étudiant, Pierre Kast est responsable des Jeunesses communistes puis de l’Union de la jeunesse républicaine de France (UJRF). Il est de ces militants qui luttent contre le régime de Vichy. Il est notamment un des organisateurs de la manifestation du 11 novembre 1940. Arrêté quelques jours plus tard et après cinq mois de détention, il passe à la clandestinité. Pierre Kast réussit à échapper pendant quatre ans à toutes les recherches policières, bien que participant à des groupes armés qui fomentaient des attentats contre l’armée d’Occupation dans la capitale.
Fou de cinéma, après avoir dirigé un ciné-club universitaire, Pierre Kast travaille comme collaborateur d'Henri Langlois à la Cinémathèque française de 1946 à 1948. À la fin des années 1940, il écrit des articles sur le cinéma dans la rubrique Arts et spectacles, tenue alors par Edgar Morin, du Patriote Résistant, mensuel édité par la Fédération nationale des déportés et internés résistants et patriotes. Proche des Cahiers du cinéma des années 1950, il écrit de nombreux articles pour le célèbre journal, co-signe le manifeste fondateur du groupe des Trente en faveur du court-métrage français et réalise d'ailleurs dans le même temps de nombreux courts métrages très remarqués. Également scénariste et assistant metteur en scène, notamment de Jean Grémillon dont il admire particulièrement l'œuvre, il est assistant de Jean Renoir en 1955 sur le tournage de French Cancan. Devenu metteur en scène à son tour avec Un amour de poche (1957), ses premiers longs métrages sont appréciés, mais dès la fin des années 1960, il rencontre davantage de difficultés pour produire les films originaux qui lui tiennent à cœur.
Après un accident sur un plateau de Cinecittà, il meurt d'un malaise cardiaque au cours de son rapatriement sanitaire par avion de Rome à Paris, le 20 octobre 1984, la veille de la disparition de François Truffaut. D'après Jean-Pierre Léaud, Pierre Kast, alcoolique, a arraché ses tubes de perfusion.
Il est inhumé au cimetière de la Villette, à Paris.

## Filmographie

### Réalisateur

#### Courts métrages
- 1949 : Les Charmes de l'existence (coréalisateur : Jean Grémillon)
- 1951 : Les Femmes du Louvre (documentaire)
- 1951 : Arithmétique Leçon d'arithmétique de 8 minutes donnée par le poète Raymond Queneau avec mise en évidence du zéro, l'une des découvertes les plus importantes de l'esprit humain, et du nombre googol, le 1 suivi de cent zéros.
- 1951 : Les Désastres de la guerre
- 1952 : Je sème à tout vent
- 1953 : À nous deux Paris !
- 1954 : Monsieur Robida, prophète et explorateur du temps avec Jacques Doniol-Valcroze
- 1954 : L'Architecte maudit : Claude-Nicolas Ledoux
- 1957 : Le Corbusier, l'architecte du bonheur
- 1959 : Images pour Baudelaire
- 1959 : Des ruines et des hommes (coréalisatrice : Marcelle Lioret)
- 1960 : Une question d'assurance
- 1962 : P.X.O. (documentaire)
- 1965 : La Brûlure de mille soleils

#### Longs métrages
- 1957 : Amour de poche
- 1960 : Le Bel Âge
- 1960 : La Morte-Saison des amours
- 1960 : Merci Natercia
- 1963 : Vacances portugaises
- 1964 : Le Grain de sable
- 1966 :
  - Les Carnets brésiliens (documentaire TV)
  - La Naissance de l'Empire romain, essai documentaire pour la collection Présence du passé de Jean Chérasse, Jean Mauduit et Bernard Revon
  - Le Vendredi noir, essai documentaire pour la collection Présence du passé
  - Marguerite Yourcenar, portrait pour la série Vocation
- 1968 : Bandeira Branca de Oxalá (documentaire)
- 1968 : Drôle de jeu (coréalisateur : Jean-Daniel Pollet)
- 1972 : Les Soleils de l'île de Pâques
- 1976 : Un animal doué de déraison (A Nudez de Alexandra)
- 1980 : Le Soleil en face
- 1982 : La Guérilléra
- 1982 : Le Jour le plus court (TV)
- 1985 : L'Herbe rouge (TV)

### Assistant réalisateur
- 1949 : Pattes blanches, de Jean Grémillon
- 1951 : Le Château de verre, de René Clément
- 1951 : L'Étrange Madame X, de Jean Grémillon
- 1952 : Jeux interdits, de René Clément (non crédité)
- 1955 : French Cancan, de Jean Renoir
- 1955 : Les Carnets du major Thompson, de Preston Sturges

### Scénariste
- 1951 : Arithmétique, coécrit avec Raymond Queneau
- 1952 : Je sème à tout vent, coécrit avec François Chalais
- 1955 : Les Révoltés (Il mantello rosso) de Giuseppe Maria Scotese
- 1959 : Des ruines et des hommes, coécrit avec Marcelle Lioret
- 1960 : Le Bel Âge, coécrit avec Jacques Doniol-Valcroze
- 1960 : Une question d'assurance
- 1960 : La Morte-Saison des amours
- 1960 : Merci Natercia, coécrit avec Peter Oser
- 1963 : Vacances portugaises, coécrit avec Alain Aptekman, Jacques Doniol-Valcroze et Robert Scipion
- 1964 : Le Grain de sable, coécrit avec Alain Aptekman
- 1965 : Une balle au cœur, coécrit avec Didier Goulard et Jean-Daniel Pollet
- 1965 : La Brûlure de mille soleils, coécrit avec Eduard Luis
- 1966 : Carnets brésiliens (TV)
- 1968 : Bandeira Branca de Oxalá, coécrit avec Jean-Gabriel Albicocco
- 1970 : Le Maître du temps, coécrit avec Jean-Daniel Pollet
- 1971 : Le Petit matin, coécrit avec Jean-Gabriel Albicocco
- 1972 : Les Soleils de l'île de Pâques
- 1974 : L'Ironie du sort, coécrit avec Paul Guimard et Édouard Molinaro
- 1976 : Un animal doué de déraison (A Nudez de Alexandra)
- 1980 : Le Soleil en face, coécrit avec Alain Aptekman
- 1982 : La Guérilléra, coécrit avec Antonio Tarruella
- 1985 : L'Herbe rouge (TV)

### Acteur
- 1961 : La Mort de Belle d'Édouard Molinaro
- 1972 : L'aventure c'est l'aventure de Claude Lelouch

## Publications
- Jean Grémillon, Lyon, Serdoc, 1960
- Les Vampires de l'Alfama, roman, Paris, Olivier Orban, 1975
- Le Bonheur ou le pouvoir, ou Quelques vies imaginaires du prince de Ligne, du cardinal de Bernis, du roi Louis XV et de l'architecte Claude-Nicolas Ledoux, Paris, J.-C. Lattès, 1980
- La Mémoire du tyran : treize miroirs pour l'empereur Tibère, Paris, J.-C. Lattès, 1981
- Écrits 1945-1983, suivi de Amende honorable par Noël Burch, Paris, L'Harmattan, 2014

### Documentaire
- La relation entre Boris Vian et Pierre Kast et leur collaboration sur plusieurs scripts avortés est évoquée dans le documentaire Le Cinéma de Boris Vian.